# قمام صغير الثمر
قِمَام صغير الثمار نوع من النباتات المزهرة في جنس قمام التي تنتمي إلى فصيلة خلنجية. نطاقها الأصل شبه قطبي إلى نصف الكرة الشمالي المعتدل. 